# アルモンテ (スペイン)
アルモンテ（スペイン語: Almonte）は、スペイン・アンダルシア州ウエルバ県のムニシピオ（基礎自治体）。2016年の国勢調査によると人口は23,223人。 ペンテコステ（聖霊降臨日）ごろにエル・ロシーオの巡礼が行われる巡礼地のエル・ロシーオ村はアルモンテの自治体に属している。

## 人口
| アルモンテ (スペイン)の人口推移 1900－2005               |
|                                                          |
| 出典：INE（スペイン国立統計局）1900年 - 1991年、1996年 - |